# Shem Kororia
Shem Kororia (ur. 25 września 1972) – kenijski lekkoatleta, długodystansowiec.

## Sukcesy
- złoto na Mistrzostwach świata w biegach przełajowych (długi dystans, medal w drużynie, Budapeszt 1994)
- brązowy medal Mistrzostw Świata w Lekkoatletyce (Bieg na 5000 m Göteborg 1995)
- 2 złote medale Światowych Wojskowych Igrzysk Sportowych (Bieg na 5000 m, Rzym 1995 i Zagrzeb 1999)
- 9. miejsce na Igrzyskach olimpijskich (Bieg na 5000 m Atlanta 1996)
- złoto podczas Mistrzostw świata w półmaratonie (Koszyce 1997), rezultat Kororii (59:56) jest do dziś rekordem tej imprezy

## Rekordy życiowe
- Bieg na 3000 m - 7:33.13 (1996)
- Bieg na 5000 m - 13:02.80 (1995)
- Bieg na 10 000 m - 27:18.02 (1995)
- Półmaraton - 59:56 (1997) Kororia był trzecim lekkoatletą w historii, który przebiegł ten dystans poniżej godziny, jego wynik otwierał listy światowe w 1997